# FCウニヴェルシタテア・クルジュ
ASFCウニヴェルシタテア・クルジュ（ルーマニア語: Asociația Sportivă Fotbal Club Universitatea Cluj、ルーマニア語発音: [universiˈtate̯a kluʒ]）、通称U・クルジュ(U Cluj)は、ルーマニア・クルジュ＝ナポカにホームを置くサッカークラブである。旧名はCFMウニヴェルシタテア・クルジュ＝ナポカ(CFM Universitatea Cluj-Napoca)。
CFRクルジュとはライバルで、クルジュ＝ナポカでは圧倒的な人気を誇る。近年はエレベーター・クラブであるが、2009年にフロリアン・ワルテル会長が就任し、2011-12シーズンまで資金援助を受けていた。2010-11シーズンよりリーガIに所属。2014-15シーズンは15位でリーガII降格となった。

## タイトル

### 国内タイトル

#### リーグ
- リーガII
  - (6回): 1950, 1957-58, 1978-79, 1984-85, 1991-92, 2006-07
- リーガIII
  - (2回): 2000-01, 2017-18
- リーガIV – クルジュ県
  - (1回): 2016-17

#### カップ
- クパ・ロムニエイ
  - (1回): 1964-65

## 過去の成績
- 2006-07 リーガ2 1位 昇格
- 2007-08 リーガ1 18位 降格
- 2009-10 リーガ2 2位 昇格
- 2010-11 リーガ1 8位
- 2011-12 リーガ1 8位
- 2012-13 リーガ1 12位
- 2013-14 リーガ1 11位
- 2014-15 リーガ1 15位 降格

## 歴代監督
出典:
- マリウス・ポペスク (2008)
- ドリネル・ムンテアヌ (2008)
- ゲオルゲ・ミハリ (2008-2009)
- ドリネル・ムンテアヌ (2009)
- カルメロ・パリラ (2009)
- マリウス・ポペスク (2009)
- コルネル・ツァルナル (2009)
- クリスティアン・ドゥルカ (2009-2010)
- マリアン・パナ (2010)
- クラウディウ・ニクレスク (2010)
- ヨヌツ・バデア (2010-2012)
- クラウディウ・ニクレスク (2012)
- クリスティアン・ドゥルカ (2012)
- マリウス・ポペスク (暫定) (2012)
- マリウス・シュムディカ (2012)
- マリウス・ポペスク (2012-2013)
- イオネル・ガネア (2013)
- ゲオルゲ・バルブ (暫定) (2013)
- ミハイ・テヤ (2013-2014)
- ゲオルゲ・オガラル (2014-2015)
- アドリアン・ファルブ (2015)
- マリウス・ポペスク (2015)
- ミハイ・テヤ (2015-2016)
- ジョルト・シラージ (2016)
- オヴィディウ・サルマシャン (暫定) (2016)
- マリウス・ポペスク (2016-2017)
- アドリアン・ファルブ (2017-2018)
- ミルチェア・コジョカル (暫定) (2018)
- ボグダン・ロボンツ (2018-2019)
- クリスティアン・ドゥルカ (2019)
- アドリアン・ファルブ (2019-2020)
- コステル・エナケ (2020-2021)
- エリク・リンカル (2021-2022)

## 歴代所属選手
GK
- マリウス・ポパ 2011-2012

DF
- オクタヴィアン・アブルダン 1999-2005, 2011-2012
- ラースロー・セプシ 2018-2019

MF
- ラズバン・コチシュ 2001-2004
- アドリアン・クリステア 2011-2012

FW
- クラウディウ・ニクレスク 2010-2012